# Evangelische Dorfkirche Baerl

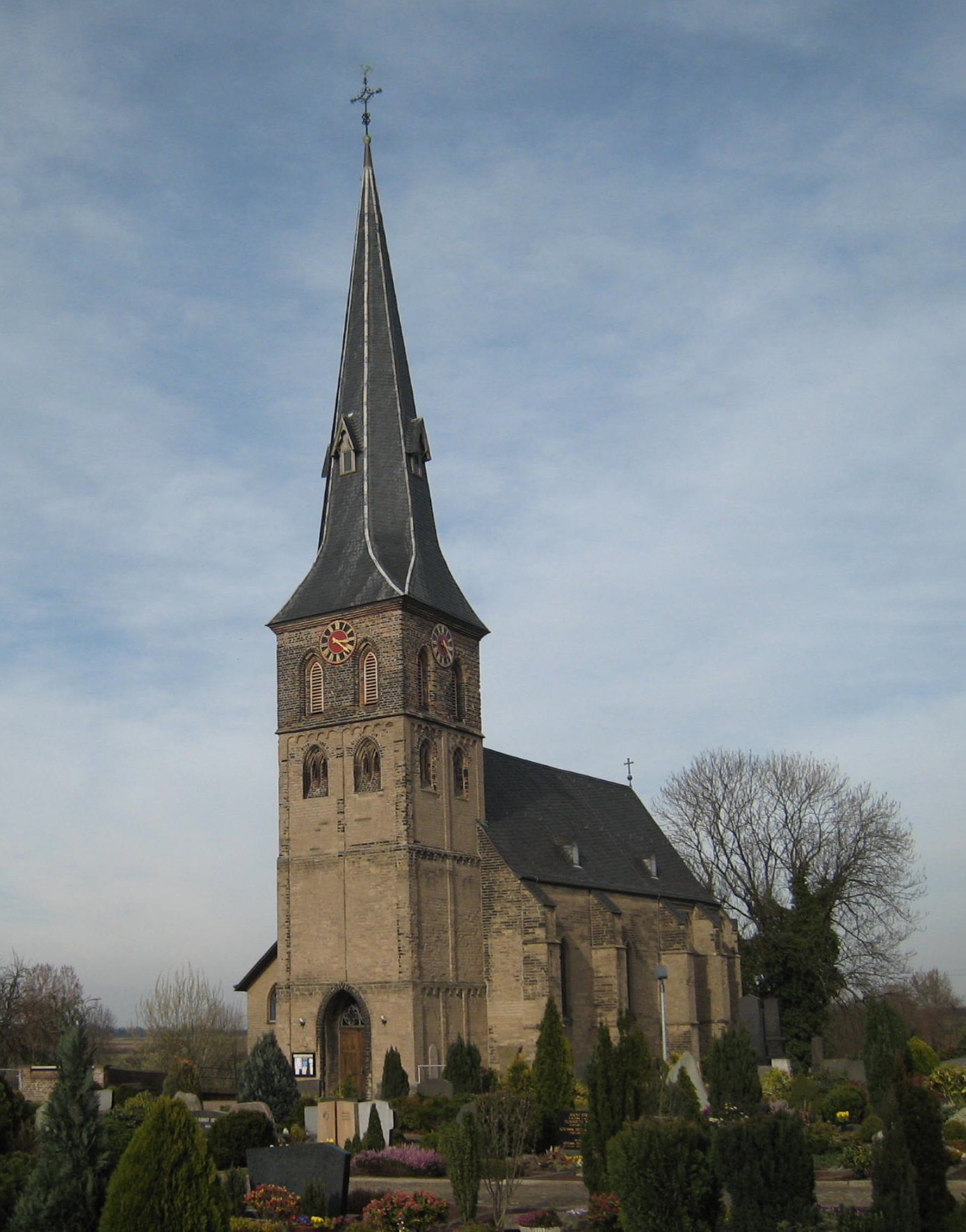
Die Dorfkirche Baerl

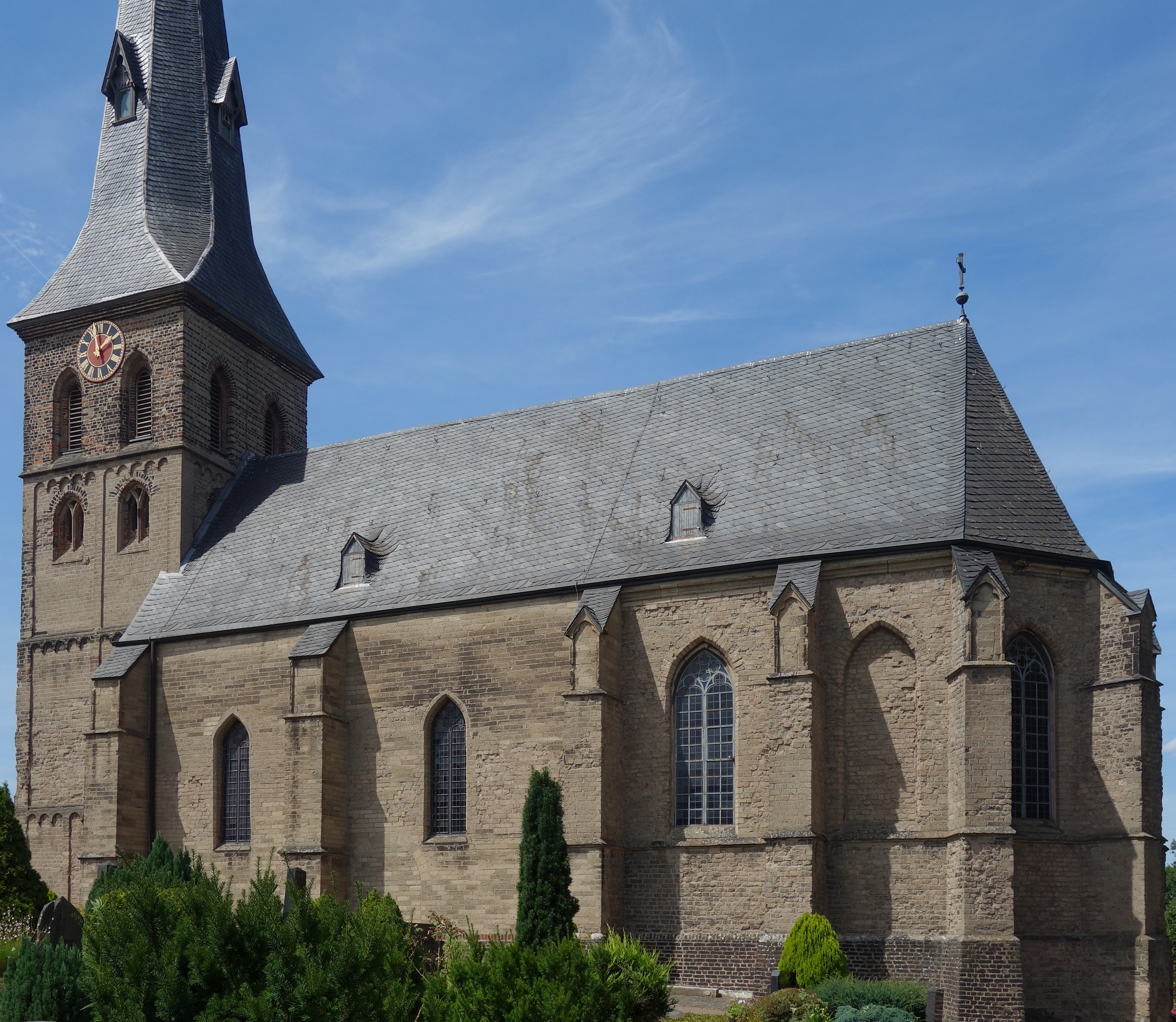
Choransicht

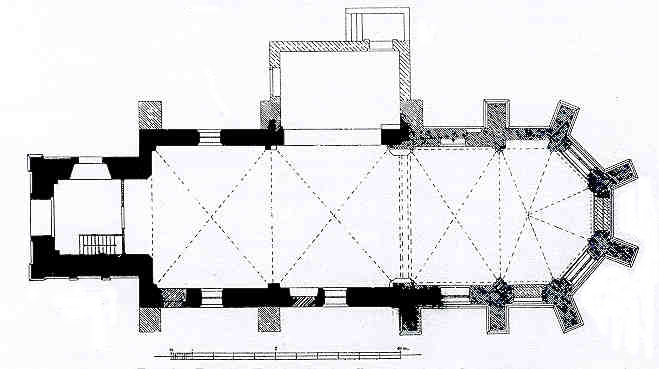
Grundriss 1909

Die Evangelische Dorfkirche   ist eine mittelalterliche Kirche im Duisburger Stadtteil Baerl. Die Kirchengemeinde gehört zum Kirchenkreis Moers der Evangelischen Kirche im Rheinland.

## Geschichte
Die Baerler Kirche, ursprünglich der heiligen Lucia geweiht, wurde bereits 1262 als Pfarrkirche erwähnt, als sich das Patronatsrecht als klevisches Erblehen im Besitz von Heinrich von Rode befand. 1349 schenkte es Graf Johann von Kleve dem Johanniterordenshaus in Walsum. 1560 wurde an der Kirche, die damals zur Grafschaft Moers gehörte, die Reformation eingeführt. In der ersten Hälfte des 16. Jahrhunderts beschädigte wahrscheinlich ein Brand die Kirche schwer. Bei den Wiederherstellungsarbeiten, bei denen das obere Stockwerk des Turmes und der Chor spätgotisch neu aufgeführt wurden, erhielt das Gotteshaus im Wesentlichen seine heutige Gestalt.
Der vorgesetzte spätromanische Westturm, der durch Lisenen und Rundbogenfriese gegliedert ist, sowie das zweijochige einschiffige Langhaus entstammen der zweiten Hälfte des 12. Jahrhunderts. Bei den Wiederherstellungsarbeiten des 16. Jahrhunderts wurde das Langhaus mit Strebepfeilern verstärkt und innen über romanischen Wandvorlagen ein Kreuzrippengewölbe eingezogen. Zu Anfang des 17. Jahrhunderts wurde der Turm um ein viertes Geschoss erhöht. 1956 wurden ein nördliches Seitenschiff und eine Sakristei angebaut.